# Dorotka (powiat opatowski)
Dorotka – wieś w Polsce położona w województwie świętokrzyskim, w powiecie opatowskim, w gminie Tarłów.
W latach 1975–1998 miejscowość administracyjnie należała do województwa tarnobrzeskiego.

Wieś na lewym brzegu Wisły, od Tarłowa oddalone o ok. 5 km.
Wierni kościoła rzymskokatolickiego należą do parafii Świętej Trójcy w Tarłowie.

## Historia
W wieku XIX Dorotka była opisana jako wieś i folwark nad Wisłą w powiecie iłżeckim, gminie Ciszyca Górna, parafii Tarłów, odległość od Iłży 35 wiorst.

Według spisu z roku 1827 było tu 20 domów, 141 mieszkańców. 

Według spis z roku 1885 Dorotka liczyła 25 domów., 142 mieszkańców.

Folwark Dorotka lub Wola Sulejowska z wsią Dorotka i Leśne Chałupy (na północ od Dorotki), podług opisu z r. 1866 posiadały rozległości 1002 mórg w tym grunta orne i ogrody mórg 332. 

Wieś Dorotka posiadała wówczas osad 23, gruntu mórg 321. Wieś Leśne Chałupy osad 17, gruntu mórg 108.